# 桜の馬場 城彩苑
桜の馬場 城彩苑（さくらのばば じょうさいえん）は、熊本県熊本市中央区にある観光施設。

## 概要
2011年（平成23年）3月5日開業。熊本の歴史と文化の発信および地元物産の販売促進をコンセプトとしている。熊本市中心市街地に近く、熊本城のふもとにある。かつてこの場所は県営熊本城内プールであった。
城彩苑内には下記の施設があり、熊本城散策の観光スポット・休憩所となっている。
- 総合観光案内所
- 湧々座（わくわくざ） - 歴史文化が体験できる施設（有料）
- 桜の小路（さくらのこうじ） - 熊本の郷土料理・名物をメインとした23の飲食店や売店など

## 湧々座
熊本城に関する映像上映やイベントなど開催。一時期は096k熊本歌劇団の仮劇場としても利用されていた

## 営業時間
総合案内所・湧々座
3-11月： 8:30-18:30、12-2月： 8:00-17:30
湧々座の最終入館は閉館30分前まで。熊本城の夜間開園時には19:30まで延長される。
桜の小路
物販　3-11月： 9:00-19:00、12-2月： 9:00-18:00
飲食　11:00-22:00　（店舗によってラストオーダー・閉店時間は異なる）
定休日： 12月30・31日

## アクセス
自動車
- 九州自動車道 熊本ICから国道57号を経て約20分。
- 駐車場　
  - 一般車（乗用車・二輪車）　有料

飛行機
- 熊本空港から空港リムジンバス（九州産交バス）で約40分。「熊本桜町バスターミナル」（桜町BT）で下車し、下記のどちらか。
  - 熊本都市バスの熊本城周遊バス（しろめぐりん）に乗り換え、「桜の馬場 城彩苑」で下車。
  - 桜町BTから徒歩10分。

鉄道・バス
- 桜町BT・熊本駅から、下記のどちらか。
  - 熊本城周遊バス（しろめぐりん）で、「桜の馬場 城彩苑」下車。
  - 熊本市電で、電停「花畑町」から徒歩10分。
- 熊本城（頬当御門）から、無料シャトルバス。
約7分間隔で運行している（麻生交通運行[4]）。